# Licking (reka v Ohiu)
Reka Licking je pritok reke Muskingum, dolg približno 65 km, v osrednjem Ohiu v Združenih državah Amerike. Preko rek Muskingum in Ohio je del porečja reke Mississippi.